# 1846 dans le catholicisme
Chronologie du catholicisme
- 1842
- 1843
- 1844
- 1845
- 1846
- 1847
- 1848
- 1849
- 1850

Cet article présente les faits marquants de l'année 1846 dans le catholicisme.

## Évènements
- 19 janvier : Création de 3 cardinaux par Grégoire XVI.
- 14 au 16 juin : Conclave de 1846 consécutif au décès de Grégoire XVI et élection de Pie IX.
- 19 septembre : Apparition mariale de La Salette.
- 21 décembre : Création de 4 cardinaux par Pie IX.

## Naissances
- 15 mars : Giuseppe Ceppetelli, prélat italien, patriarche latin de Constantinople, précédemment évêque titulaire de Tibériade et archevêque titulaire de Myre (de) († 12 mars 1917)
- 15 juin : Jean-Baptiste Grosgeorge, prélat et missionnaire français, vicaire apostolique du Cambodge et évêque titulaire d'Oëa († 1er mars 1902)
- 19 novembre : Antonio Maria Buhagiar, prélat grec, diplomate du Saint-Siège et archevêque titulaire de Ruspæ (de) († 10 août 1891)

## Décès
- 1er juin : Grégoire XVI, 254e pape (° 18 septembre 1765)
- 5 juillet : Joseph Bernet, cardinal français, archevêque d'Aix-en-Provence (° 4 septembre 1770)
- 19 novembre : Karl Kajetan von Gaisruck, cardinal autrichien, archevêque de Milan (° 7 août 1769)